# Spina elastica

disegno della spina elastica

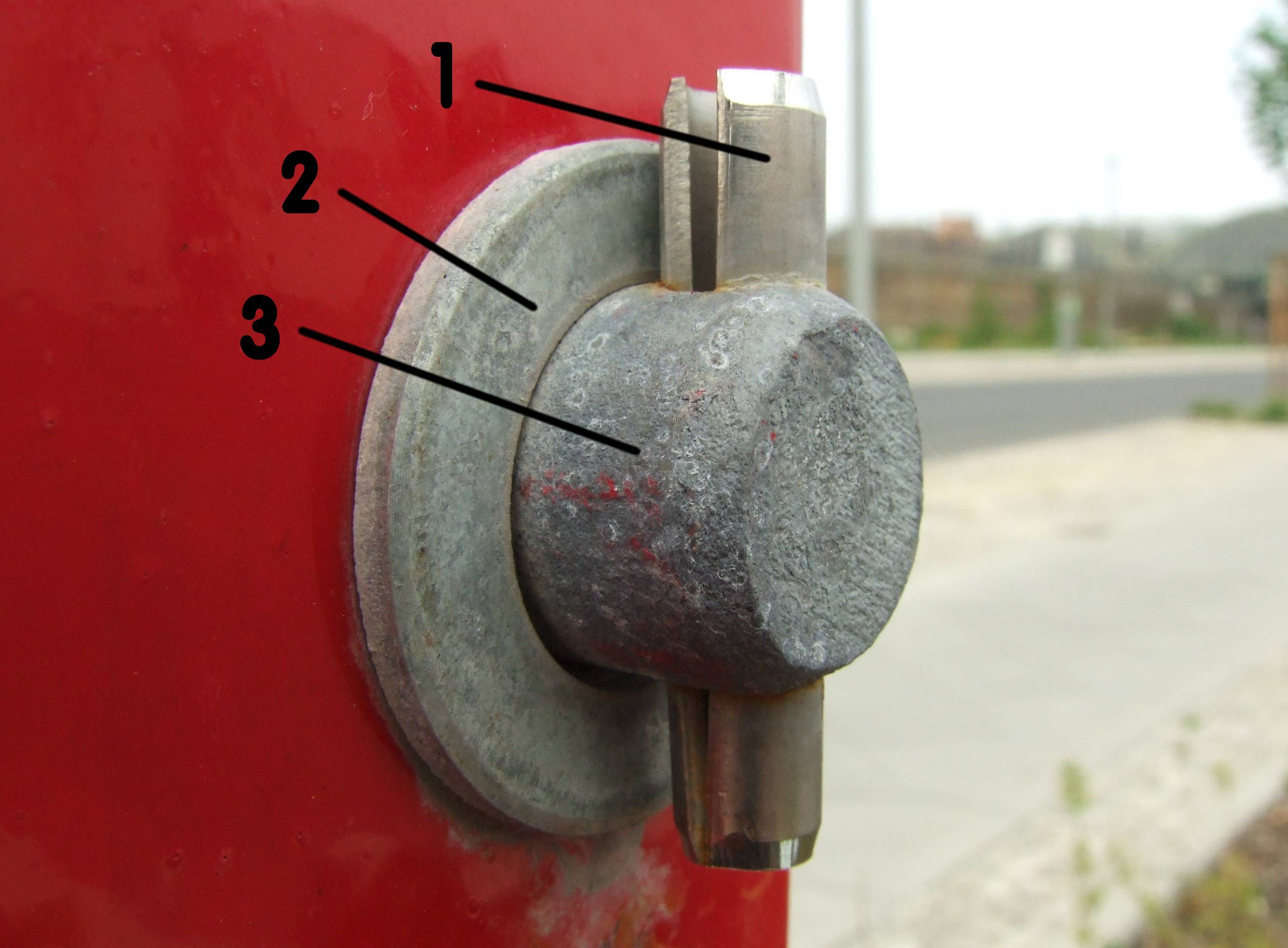
1) Spina elastica
2) rondella
3) albero forato

La spina elastica è un organo meccanico di unione e accoppiamento di due parti di un meccanismo tale che l'una possa ruotare rispetto all'altra intorno all'asse della spina elastica, ma può essere utilizzata anche come sostituzione alla copiglia.

## Descrizione
La spina elastica è un tubo con un taglio laterale che scorre lungo tutto il suo lato ed è prodotta in acciaio armonico temprato.
Il suo diametro deve essere superiore a quello del foro in cui deve essere inserita, perché altrimenti la spina elastica non riesce a fare attrito sulle pareti del foro e ad automantenersi in posizione, infatti la fessura laterale serve per far sì che la spina elastica si stringa su se stessa e faccia forza sulle pareti del foro.

## Montaggio e smontaggio
L'inserimento della spina elastica avviene tramite un martello e se necessario anche tramite punzoni (in questo caso chiamati cacciaspine), i quali sono obbligatori in caso di sfilamento della spina elastica da un foro con uscita, mentre in caso di foro cieco bisogna utilizzare un estrattore caccia perni.